# 拉福阿
拉福阿（法語：La Foa，發音：[la fwa] ⓘ）是法国海外特殊集体新喀里多尼亞南部省的市镇，面积464平方千米，2019年1月1日人口为3,552人。

## 地理
拉福阿（21°43'0"S, 165°49'0"E）面积464平方千米，位于法国海外特殊集体新喀里多尼亞。
与拉福阿接壤的市镇（或旧市镇、城区）包括：法里诺、布卢帕里、卡纳拉、莫安杜、萨拉梅阿、蒂奥。
拉福阿的时区为UTC+11:00。

## 行政
拉福阿的邮政编码为98880，INSEE市镇编码为98813。

## 政治
拉福阿的现任市长为弗洛朗丝·罗兰（Florence Rolland）女士，任期为2022-2026年。

## 人口
拉福阿于2019年1月1日时的人口数量为3552人。